# Campeonato de Australia 1967
Lista de los campeones del Abierto de Australia de 1967:

## Individual masculino
Roy Emerson (AUS) d. Arthur Ashe (USA),  6–4, 6–1, 6–4

## Individual femenino
Nancy Richey (USA) d. Lesley Turner Bowrey (AUS), 6–1, 6–4

## Dobles masculino
John Newcombe/Tony Roche (AUS)

## Dobles femenino
Judy Tegart (AUS)/Lesley Turner (AUS)

## Dobles mixto
Owen Davidson (AUS)/Lesley Turner (AUS)
| Predecesor: 1966                                       | Abierto de Australia 1967 | Sucesor: 1968                         |
| Predecesor: Campeonato nacional de Estados Unidos 1966 | Grand Slam 1967           | Sucesor: Torneo de Roland Garros 1967 |

- Datos: Q2715293